# Dasyatis hastata
Dasyatis hastata es una especie de pez de la familia Dasyatidae en el orden de los Rajiformes.

## Morfología
• Los machos pueden llegar alcanzar los 104 cm de longitud total.

## Reproducción
Es ovíparo.

## Hábitat
Es un pez de mar y de clima templado y demersal

## Distribución geográfica
Se encuentra en el Océano Atlántico.

## Observaciones
Es inofensivo para los humanos.